# María Mahor
María Concepción Martínez Horcajada, coneguda artísticament com a María Mahor (Madrid, 18 de juny de 1940), és una actriu espanyola.

## Biografia
A l'edat de 16 anys guanya el concurs de Maja de Madrid i poc després debuta al cinema amb la pel·lícula Roberto, el diablo (1956), de Pedro Lazaga.
Durant els següents anys intervé en nombrosos títols reiterant un prototip de personatge càndid i ingenu en pel·lícules com Camarote de lujo (1957), de Rafael Gil, El día de los enamorados (1959), de Fernando Palacios, Un rayo de luz (1960), de Luis Lucia, Mi hermana Santa Rosa de Lima (1961) o Todos eran culpables (1962), de León Klimovsky. En aquells anys va tenir també la seva experiència com a presentadora de televisió amb l'espai Hoy es fiesta, que TVE va emetre en 1959.
A partir de 1965 la seva carrera inicia un progressiu declivi, si bé encara participa en pel·lícules d'una certa rellevància com Mecanismo interior (1971), de Ramón Barco, i manté la seva carrera teatral, intervenint, per exemple en el muntatge de Tengo un millón (1960), de Víctor Ruiz Iriarte, en el de El segundo disparo (1965), de Robert Thomas, i interpretant Doña Inés al Tenorio, de José Zorrilla en 1971 i 1974.
En 1975 es retira del cinema i continua la seva trajectòria professional sobre els escenaris durant algun temps, on collita alguns èxits com La llegada de los dioses, Tres testigos, Yo fui amante del rey (1980), d'Emilio Romero.

## Premis
Medalles del Cercle d'Escriptors Cinematogràfics
| Any  | Categoria               | Pel·lícules                                 |
| ---- | ----------------------- | ------------------------------------------- |
| 1960 | Millor actriu principal | El príncipe encadenado Melocotón en almíbar |

- Premi del Sindicat Nacional de l'Espectacle (1971), per Mecanismo interior.